# 謝世珍
謝世珍（?—?），四川省潼川府安岳縣人，清朝政治人物。
光緒八年（1882年）壬午科四川鄉試第一名舉人（解元）。光緒二十年（1894年），参加光緒甲午科殿試，登進士二甲123名。同年五月，以主事分部学习。

### 書目
- （清）法式善等，《清秘述聞三種》，中華書局，清代史料筆記叢刊，ISBN：ISBN 7101017428。
- 《大清德宗同天崇运大中至正经文纬武仁孝睿智端俭宽勤景皇帝实录》